# Jesper Brugge
Jesper Brugge (ur. 2 sierpnia 1975) – szwedzki narciarz, specjalista narciarstwa dowolnego. Jego największym sukcesem jest srebrny medal w skicrossie wywalczony podczas mistrzostw świata w Ruka. Nigdy nie startował na igrzyskach olimpijskich. Najlepsze wyniki w Pucharze Świata osiągnął w sezonie 2002/2003, kiedy to zajął 6. miejsce w klasyfikacji generalnej, a w klasyfikacji skircossu zdobył małą kryształową kulę.
W 2006 r. zakończył karierę.

## Osiągnięcia

### Mistrzostwa świata
| Miejsce | Dzień    | Rok  | Miejscowość | Konkurencja | Zwycięzca   |
| ------- | -------- | ---- | ----------- | ----------- | ----------- |
| 2.      | 18 marca | 2005 | Ruka        | Skicross    | Tomáš Kraus |

#### Miejsca w klasyfikacji generalnej
- sezon 2002/2003: 42.
- sezon 2003/2004: 6.
- sezon 2004/2005: 66.
- sezon 2005/2006: 11.

#### Miejsca na podium
1. Pozza di Fassa – 10 stycznia 2004 (Skicross) – 2. miejsce
2. Pozza di Fassa – 11 stycznia 2004 (Skicross) – 2. miejsce
3. Špindlerův Mlýn – 31 stycznia 2004 (Skicross) – 2. miejsce
4. Naeba – 21 lutego 2004 (Skicross) – 3. miejsce
5. Sauze d’Oulx – 12 marca 2004 (Skicross) – 1. miejsce
6. Grindelwald – 5 marca 2005 (Skicross) – 3. miejsce

- W sumie 1 zwycięstwo, 3 drugie i 2 trzecie miejsca.